# Секс в кино
Секс в кино, представление аспектов сексуальности в кино, особенно человеческой сексуальности, было спорным с момента развития среды. Фильмы, которые демонстрируют или предполагают сексуальное поведение, подвергались критике со стороны религиозных групп или были запрещены или подверглись цензуре со стороны правительств , хотя отношения к ним протяжении многих лет сильно изменились, и в некоторых частях мира, особенно в Европе, Северной Америке, Австралии и Новой Зеландии, сложилась более благоприятная социальная среда. В странах с системой рейтингов фильмов фильмы, содержащие откровенные половые сцены, обычно получают ограниченную классификацию. Нагота в кино может рассматриваться как сексуальная или несексуальная.
Эротический фильм — фильм, который, как правило, имеет эротическое качество, что означает, что он может вызвать сексуальные чувства, даже если заявленное или предполагаемое намерение режиссёра состоит в том, чтобы вызвать философское созерцание эстетики сексуального желания, чувственности и романтической любви.
Любовные сцены, эротические или нет, присутствуют в фильмах со времён эпохи немого кинематографа. Фильмы, которые включают в себя сексуальные или эротические сцены, можно найти в широком диапазоне жанров и поджанров, с жанрами, которые имеют сексуальный или эротический компонент, как правило, включая термин «эротический» в своём описании — такие как эротические драмы, эротические триллеры, сексуальные комедии, истории взросления, романтические драмы и другие. С другой стороны, порнофильм — сексуальный фильм, который обычно не претендует на какие-либо художественные достоинства, но призван спровоцировать сексуальное возбуждение зрителей и как таковой в основном предназначен для так называемой «зрелой аудитории», то есть для взрослых. Исследования, проведённые психологами, показывают, что потребление порнографии может нанести ущерб сексуальному здоровью, вызывая зависимость от порнографии, пренебрежение близостью в реальной жизни и изнашивая возбудимость, приводящую к импотенции у мужчин и легкомыслию у женщин. Некоторые известные актёры и актрисы в западных странах исполняли обнажённые или частично обнажённые сцены или одевались и вели себя так, как считались сексуально провокационными по современным стандартам в какой-то момент своей карьеры. Одним из известных случаев была американская актриса Мэрилин Монро (урождённая Норма Джин Мортенсон, 1926—1962), которая в начале своей карьеры в кино выступала в сексуально откровенных короткометражных фильмах (никогда широко не распространявшихся среди широкой публики), прежде чем снимать роли в фильмах, которые не требовали от неё проявления сексуальной активности, а только для того, чтобы она могла выдавать себя за сексуально привлекательную женщину. Её образ стал иконой американской поп-культуры.

## Терминология
Секс в кино можно отличить от сексуального фильма, который обычно относится к порнографическому сексуальному фильму, а иногда и к фильму о сексуальном воспитании. Его также следует отличать от наготы в кино, хотя наготу можно представить в сексуальном контексте. Например, обнажённая натура в контексте натуризма обычно рассматривается как несексуальная. Некоторые люди различают «безвозмездный секс» и сексуальные сцены, которые представлены как неотъемлемая часть сюжета фильма или как часть развития персонажа.
Сексуальные сцены — главная особенность порнографических фильмов. В эротиках сексуальность менее ясна. Эротические фильмы наводят на мысль о сексуальности, но не должны содержать наготу.

## Производство
Чтобы свести к минимуму риск и конфликты, а также потому, что актёр может чувствовать себя уязвимым, снимая сексуальную сцену, соглашения подписываются до съёмок. В этом обсуждаются конкретные условия каждой сексуальной сцены, включая детали сексуальных сцен и окружения студии, когда будут сниматься сексуальные сцены. Эти «гонщики обнажённой натуры» — письменные контракты, обычно используемые в кино- и телевизионных шоу, которые предназначены для съёмок секса или обнажённых сцен. Эти соглашения могут включать в себя очень подробные описания, такие как то, насколько актёры должны быть обнажёнными, то есть обнажёнными или полуобнажёнными, а также информацию об их одежде. Соглашение может предусматривать, что во время съёмки интимной сцены могут остаться только люди, связанные со сценой или материалом. Кроме того, можно ли делать фотографии и должны ли они использоваться в продвижении фильма. Использование двойного тела, человека, заменяющего исполнителя, также регулируется, как и последствия того, что исполнитель соглашается на обнажённую сцену, но позднее принимает решение не делать это. Соглашения также применяются к прослушиваниям.
Для обеспечения физической и психологической безопасности актёров, участвующих в сексуальных сценах, была создана Intimacy Directors International (IDI). Согласно IDI, IDI предоставляет координатора близости, который работает с актёрами и делает следующее:
1. Работать профессионально с актёрами, чтобы установить правила, когда они участвуют в любом типе сексуальных сцен, включая имитацию секса, наготы и интимные сцены.
2. Они — мост между актёрами и продюсерами.
3. Прямые сцены, где они включают в себя имитацию секса, наготы и интимных сцен.
4. Поддерживайте участников и защищайте их.

Производственные компании могут нанять координатора близости в следующих ситуациях:
- если актёру нужна помощь в работе с чувствительным материалом.
- если режиссёру нужна помощь в съёмке сексуальной сцены.
- если производственная компания хочет установить конкретные правила для актёров, чтобы чувствовать себя в большей безопасности.

С 2010-х годов в кино- и телепроизводствах всё чаще работают координаторы интимной близости для обеспечения благополучия актёров, которые участвуют в сексуальных сценах, и для предотвращения домогательств и нарушений согласия.

## Телевидение
На сексе основана многие драматические сериалы и дневные мыльные оперы. Обычно они вращаются вокруг развития личных отношений главных героев с целью создания сексуального напряжения в сериале.
Частичная нагота считалась приемлемой на дневном телевидении в 1970-х годах, но исчезла после 2000 года, отчасти из-за более консервативной морали, а также из-за распространённости кабельных и спутниковых подписок. Только PBS иногда имеет наготу.
В 2008 и 2009 годах французский телеканал Canal+ показал сериал под названием «X Femmes», который состоял из десяти короткометражных фильмов, снятых женщинами-режиссёрами с целью создания эротики с женской точки зрения.